# Олимпий Палладий
Олимпий Палладий (лат. Olympius Palladius) — римский политический деятель второй половины IV века.
Палладий происходил из Самосаты. В 361/362 году он побывал в Евфратисии. В 363—365 годах Палладий занимал должность презида (наместника) Исаврии. Спустя пять лет, в 370 году он стал префектом Египта, которым и оставался до 371 года.
Его братом был наместник Аравии Ульпиан. Кроме того, Палладий был ритором.